# Eleições legislativas de 2009 em Gondomar

## Resultados Oficiais
| Partido                 | Partido                        | Votos   | %               | +/-   |
| ----------------------- | ------------------------------ | ------- | --------------- | ----- |
|                         | Partido Socialista             | 37 489  | 40,93 / 100,00  | 8,35  |
|                         | Partido Social Democrata       | 23 555  | 25,72 / 100,00  | 1,61  |
|                         | Bloco de Esquerda              | 9 943   | 10,86 / 100,00  | 3,06  |
|                         | Coligação Democrática Unitária | 7 722   | 8,43 / 100,00   | 0,20  |
|                         | CDS – Partido Popular          | 7 668   | 8,37 / 100,00   | 3,46  |
|                         | Outros                         | 2 325   | 2,54 / 100,00   |       |
| Votos Inválidos         | Votos Inválidos                | 2 890   | 3,16 / 100,00   | 0,15  |
| Total                   | Total                          | 91 592  | 100,00 / 100,00 |       |
| Eleitorado/Participação | Eleitorado/Participação        | 140 459 | 65,21 / 100,00  | 4,31  |
| Fonte                   | Fonte                          | [ 1 ]   | [ 1 ]           | [ 1 ] |

## Resultados por Freguesia
Os resultados seguintes referem-se aos partidos que obtiveram mais de 1,00% dos votos:
| Freguesia            | %     | %     | %     | %     | %    | Votantes |
| Freguesia            | PS    | PSD   | BE    | CDU   | CDS  | Votantes |
| -------------------- | ----- | ----- | ----- | ----- | ---- | -------- |
| Baguim do Monte      | 40,79 | 25,89 | 11,08 | 6,80  | 9,88 | 7 564    |
| Covelo               | 44,16 | 27,39 | 7,76  | 5,35  | 8,03 | 1 121    |
| Fânzeres             | 42,41 | 24,17 | 11,38 | 8,64  | 7,97 | 11 375   |
| Foz do Sousa         | 40,11 | 32,09 | 8,77  | 4,61  | 8,28 | 3 864    |
| Gondomar - São Cosme | 36,59 | 30,22 | 10,98 | 6,17  | 9,89 | 14 932   |
| Jovim                | 41,99 | 27,77 | 9,52  | 6,76  | 7,39 | 3 803    |
| Lomba                | 41,31 | 27,87 | 9,40  | 5,25  | 9,62 | 915      |
| Medas                | 47,99 | 27,13 | 6,95  | 6,13  | 5,45 | 1 467    |
| Melres               | 45,75 | 26,02 | 8,45  | 5,58  | 7,57 | 2 260    |
| Rio Tinto            | 40,42 | 26,06 | 12,02 | 7,79  | 8,45 | 27 054   |
| São Pedro da Cova    | 42,34 | 18,17 | 8,95  | 17,58 | 6,97 | 8 640    |
| Valbom               | 43,79 | 21,76 | 11,40 | 10,13 | 7,20 | 8 597    |
| Gondomar             | 40,93 | 25,72 | 10,86 | 8,43  | 8,37 | 91 592   |

#### Baguim do Monte
| Partido                 | Partido                        | Votos  | %               | +/-   |
| ----------------------- | ------------------------------ | ------ | --------------- | ----- |
|                         | Partido Socialista             | 3 085  | 40,79 / 100,00  | 10,42 |
|                         | Partido Social Democrata       | 1 958  | 25,89 / 100,00  | 1,51  |
|                         | Bloco de Esquerda              | 838    | 11,08 / 100,00  | 3,73  |
|                         | CDS – Partido Popular          | 747    | 9,88 / 100,00   | 4,45  |
|                         | Coligação Democrática Unitária | 514    | 6,80 / 100,00   | 1,07  |
|                         | Outros                         | 166    | 2,19 / 100,00   |       |
| Votos Inválidos         | Votos Inválidos                | 256    | 3,39 / 100,00   | 0,08  |
| Total                   | Total                          | 7 564  | 100,00 / 100,00 |       |
| Eleitorado/Participação | Eleitorado/Participação        | 11 555 | 65,46 / 100,00  | 4,75  |

#### Covelo
| Partido                 | Partido                        | Votos | %               | +/-  |
| ----------------------- | ------------------------------ | ----- | --------------- | ---- |
|                         | Partido Socialista             | 495   | 44,16 / 100,00  | 5,93 |
|                         | Partido Social Democrata       | 307   | 27,39 / 100,00  | 0,17 |
|                         | CDS – Partido Popular          | 90    | 8,03 / 100,00   | 2,97 |
|                         | Bloco de Esquerda              | 87    | 7,76 / 100,00   | 1,88 |
|                         | Coligação Democrática Unitária | 60    | 5,35 / 100,00   | 0,71 |
|                         | PCTP/MRPP                      | 12    | 1,07 / 100,00   | 0,53 |
|                         | Outros                         | 19    | 1,71 / 100,00   |      |
| Votos Inválidos         | Votos Inválidos                | 51    | 4,55 / 100,00   | 1,02 |
| Total                   | Total                          | 1 121 | 100,00 / 100,00 |      |
| Eleitorado/Participação | Eleitorado/Participação        | 1 508 | 74,34 / 100,00  | 1,26 |

#### Fânzeres
| Partido                 | Partido                        | Votos  | %               | +/-  |
| ----------------------- | ------------------------------ | ------ | --------------- | ---- |
|                         | Partido Socialista             | 4 824  | 42,41 / 100,00  | 8,29 |
|                         | Partido Social Democrata       | 2 749  | 24,17 / 100,00  | 2,03 |
|                         | Bloco de Esquerda              | 1 294  | 11,38 / 100,00  | 3,05 |
|                         | Coligação Democrática Unitária | 983    | 8,64 / 100,00   | 0,32 |
|                         | CDS – Partido Popular          | 907    | 7,97 / 100,00   | 3,78 |
|                         | PCTP/MRPP                      | 119    | 1,05 / 100,00   | 0,16 |
|                         | Outros                         | 189    | 1,65 / 100,00   |      |
| Votos Inválidos         | Votos Inválidos                | 310    | 2,73 / 100,00   | 0,54 |
| Total                   | Total                          | 11 375 | 100,00 / 100,00 |      |
| Eleitorado/Participação | Eleitorado/Participação        | 17 798 | 63,91 / 100,00  | 4,49 |

#### Foz do Sousa
| Partido                 | Partido                        | Votos | %               | +/-  |
| ----------------------- | ------------------------------ | ----- | --------------- | ---- |
|                         | Partido Socialista             | 1 550 | 40,11 / 100,00  | 7,06 |
|                         | Partido Social Democrata       | 1 240 | 32,09 / 100,00  | 0,97 |
|                         | Bloco de Esquerda              | 339   | 8,77 / 100,00   | 3,58 |
|                         | CDS – Partido Popular          | 320   | 8,28 / 100,00   | 3,33 |
|                         | Coligação Democrática Unitária | 178   | 4,61 / 100,00   | 0,53 |
|                         | Outros                         | 96    | 2,48 / 100,00   |      |
| Votos Inválidos         | Votos Inválidos                | 141   | 3,65 / 100,00   | 0,17 |
| Total                   | Total                          | 3 864 | 100,00 / 100,00 |      |
| Eleitorado/Participação | Eleitorado/Participação        | 5 553 | 69,58 / 100,00  | 2,25 |

#### Gondomar (São Cosme)
| Partido                 | Partido                        | Votos  | %               | +/-  |
| ----------------------- | ------------------------------ | ------ | --------------- | ---- |
|                         | Partido Socialista             | 5 463  | 36,59 / 100,00  | 8,27 |
|                         | Partido Social Democrata       | 4 512  | 30,22 / 100,00  | 2,12 |
|                         | Bloco de Esquerda              | 1 639  | 10,98 / 100,00  | 2,63 |
|                         | CDS – Partido Popular          | 1 477  | 9,89 / 100,00   | 3,16 |
|                         | Coligação Democrática Unitária | 921    | 6,17 / 100,00   | 0,51 |
|                         | Outros                         | 406    | 2,71 / 100,00   |      |
| Votos Inválidos         | Votos Inválidos                | 514    | 3,44 / 100,00   | 0,65 |
| Total                   | Total                          | 14 932 | 100,00 / 100,00 |      |
| Eleitorado/Participação | Eleitorado/Participação        | 22 338 | 66,85 / 100,00  | 3,82 |

#### Jovim
| Partido                 | Partido                        | Votos | %               | +/-   |
| ----------------------- | ------------------------------ | ----- | --------------- | ----- |
|                         | Partido Socialista             | 1 597 | 41,99 / 100,00  | 10,11 |
|                         | Partido Social Democrata       | 1 056 | 27,77 / 100,00  | 1,37  |
|                         | Bloco de Esquerda              | 362   | 9,52 / 100,00   | 3,82  |
|                         | CDS – Partido Popular          | 281   | 7,39 / 100,00   | 3,26  |
|                         | Coligação Democrática Unitária | 257   | 6,76 / 100,00   | 0,64  |
|                         | PCTP/MRPP                      | 46    | 1,21 / 100,00   | 0,07  |
|                         | Outros                         | 61    | 1,60 / 100,00   |       |
| Votos Inválidos         | Votos Inválidos                | 143   | 3,76 / 100,00   | 0,59  |
| Total                   | Total                          | 3 803 | 100,00 / 100,00 |       |
| Eleitorado/Participação | Eleitorado/Participação        | 6 006 | 63,32 / 100,00  | 5,61  |

#### Lomba
| Partido                 | Partido                        | Votos | %               | +/-   |
| ----------------------- | ------------------------------ | ----- | --------------- | ----- |
|                         | Partido Socialista             | 378   | 41,31 / 100,00  | 13,32 |
|                         | Partido Social Democrata       | 255   | 27,87 / 100,00  | 3,40  |
|                         | CDS – Partido Popular          | 88    | 9,62 / 100,00   | 5,23  |
|                         | Bloco de Esquerda              | 86    | 9,40 / 100,00   | 4,53  |
|                         | Coligação Democrática Unitária | 48    | 5,25 / 100,00   | 0,14  |
|                         | Outros                         | 32    | 3,52 / 100,00   |       |
| Votos Inválidos         | Votos Inválidos                | 28    | 3,06 / 100,00   | 0,56  |
| Total                   | Total                          | 915   | 100,00 / 100,00 |       |
| Eleitorado/Participação | Eleitorado/Participação        | 1 557 | 58,77 / 100,00  | 3,85  |

#### Medas
| Partido                 | Partido                        | Votos | %               | +/-  |
| ----------------------- | ------------------------------ | ----- | --------------- | ---- |
|                         | Partido Socialista             | 704   | 47,99 / 100,00  | 4,85 |
|                         | Partido Social Democrata       | 398   | 27,13 / 100,00  | 2,43 |
|                         | Bloco de Esquerda              | 102   | 6,95 / 100,00   | 1,81 |
|                         | Coligação Democrática Unitária | 90    | 6,13 / 100,00   | 0,77 |
|                         | CDS – Partido Popular          | 80    | 5,45 / 100,00   | 0,78 |
|                         | Outros                         | 41    | 2,80 / 100,00   |      |
| Votos Inválidos         | Votos Inválidos                | 52    | 3,54 / 100,00   | 0,43 |
| Total                   | Total                          | 1 467 | 100,00 / 100,00 |      |
| Eleitorado/Participação | Eleitorado/Participação        | 1 979 | 74,13 / 100,00  | 3,09 |

#### Melres
| Partido                 | Partido                        | Votos | %               | +/-  |
| ----------------------- | ------------------------------ | ----- | --------------- | ---- |
|                         | Partido Socialista             | 1 034 | 45,75 / 100,00  | 8,51 |
|                         | Partido Social Democrata       | 588   | 26,02 / 100,00  | 0,66 |
|                         | Bloco de Esquerda              | 191   | 8,45 / 100,00   | 3,55 |
|                         | CDS – Partido Popular          | 171   | 7,57 / 100,00   | 2,76 |
|                         | Coligação Democrática Unitária | 126   | 5,58 / 100,00   | 1,63 |
|                         | Outros                         | 63    | 2,79 / 100,00   |      |
| Votos Inválidos         | Votos Inválidos                | 87    | 3,85 / 100,00   | 0,09 |
| Total                   | Total                          | 2 260 | 100,00 / 100,00 |      |
| Eleitorado/Participação | Eleitorado/Participação        | 3 214 | 70,32 / 100,00  | 3,89 |

#### Rio Tinto
| Partido                 | Partido                        | Votos  | %               | +/-  |
| ----------------------- | ------------------------------ | ------ | --------------- | ---- |
|                         | Partido Socialista             | 10 936 | 40,42 / 100,00  | 8,46 |
|                         | Partido Social Democrata       | 7 051  | 26,06 / 100,00  | 1,30 |
|                         | Bloco de Esquerda              | 3 252  | 12,02 / 100,00  | 3,33 |
|                         | CDS – Partido Popular          | 2 286  | 8,45 / 100,00   | 3,27 |
|                         | Coligação Democrática Unitária | 2 155  | 7,97 / 100,00   | 0,36 |
|                         | Outros                         | 607    | 2,24 / 100,00   |      |
| Votos Inválidos         | Votos Inválidos                | 767    | 2,83 / 100,00   | 0,12 |
| Total                   | Total                          | 27 054 | 100,00 / 100,00 |      |
| Eleitorado/Participação | Eleitorado/Participação        | 41 319 | 65,48 / 100,00  | 4,45 |

#### São Pedro da Cova
| Partido                 | Partido                        | Votos  | %               | +/-  |
| ----------------------- | ------------------------------ | ------ | --------------- | ---- |
|                         | Partido Socialista             | 3 658  | 42,34 / 100,00  | 6,99 |
|                         | Partido Social Democrata       | 1 570  | 18,17 / 100,00  | 0,57 |
|                         | Coligação Democrática Unitária | 1 519  | 17,58 / 100,00  | 0,02 |
|                         | Bloco de Esquerda              | 773    | 8,95 / 100,00   | 2,61 |
|                         | CDS – Partido Popular          | 602    | 6,97 / 100,00   | 3,86 |
|                         | PCTP/MRPP                      | 132    | 1,53 / 100,00   | 0,59 |
|                         | Outros                         | 120    | 1,40 / 100,00   |      |
| Votos Inválidos         | Votos Inválidos                | 266    | 3,08 / 100,00   | 0,21 |
| Total                   | Total                          | 8 640  | 100,00 / 100,00 |      |
| Eleitorado/Participação | Eleitorado/Participação        | 14 922 | 57,90 / 100,00  | 6,39 |

#### Valbom
| Partido                 | Partido                        | Votos  | %               | +/-  |
| ----------------------- | ------------------------------ | ------ | --------------- | ---- |
|                         | Partido Socialista             | 3 765  | 43,79 / 100,00  | 7,91 |
|                         | Partido Social Democrata       | 1 871  | 21,76 / 100,00  | 2,12 |
|                         | Bloco de Esquerda              | 980    | 11,40 / 100,00  | 2,35 |
|                         | Coligação Democrática Unitária | 871    | 10,13 / 100,00  | 0,03 |
|                         | CDS – Partido Popular          | 619    | 7,20 / 100,00   | 3,45 |
|                         | Outros                         | 216    | 2,51 / 100,00   |      |
| Votos Inválidos         | Votos Inválidos                | 275    | 3,20 / 100,00   | 0,10 |
| Total                   | Total                          | 8 597  | 100,00 / 100,00 |      |
| Eleitorado/Participação | Eleitorado/Participação        | 12 710 | 67,64 / 100,00  | 3,61 |